# آدینا ماندلووا
آدینا ماندلووا (چکی: Adina Mandlová؛ زادهٔ ۲۸ ژانویه ۱۹۱۰ - درگذشت ۱۶ ژوئن ۱۹۹۱) بازیگر و نماد جذابیت اهل جمهوری چک بود. او در دههٔ ۳۰ میلادی، یکی از ستارگان سینما در اروپا محسوب می‌شد.